# Bromek ksylilu
Bromek ksylilu – organiczny związek chemiczny z grupy węglowodorów halogenowanych, bromowa pochodna ksylenu. Jest lakrymatorem i był stosowany jako środek bojowy podczas I wojny światowej, m.in. przez Niemcy jako "T-Stoff" lub "Weisskreuz". Obecnie nie ma znaczenia bojowego.
Techniczny bromek ksylilu jest mieszaniną izomerów orto, meta i para. Otrzymuje się go przez bromowanie ksylenu. Jest cieczą o temperaturze wrzenia 212–223 °C. Maksymalne stężenie par: (przy 25 °C) cmax = 0,6 mg/dm³. Bromek ksylilu nie rozpuszcza się i nie hydrolizuje w wodzie.
Działa drażniąco na błony śluzowe oczu powyżej stężenia 3,8 mg/m3. 